# يو روك ماي ورلد
يو روك ماي ورلد (بالإنجليزية: You Rock My World)‏ هي أغنية للفنان الأمريكي مايكل جاكسون من ألبومه التاسع والأخير إنفسبل. أصدرت كأول أغنية منفردة من الألبوم يوم 22 أغسطس 2001 بواسطة شركة إبك ريكوردز.